# Interbellumarchitectuur
Interbellumarchitectuur verwijst naar de architectuurstijl in de periode tussen de Eerste en de Tweede Wereldoorlog. Naast de interbellumarchitectuur speelde ook bijvoorbeeld de art deco een rol in deze periode. Dit is de reden waarom diverse huizen uit de jaren 1920 tot de jaren 1940 niet volledig voldoen aan de eis van art deco of interbellumarchitectuur, maar eerder een mix zijn tussen beide. Daarnaast omvatte de architectuur in deze periode ook stijlen als de Amsterdamse School.

## Kenmerken aan de buitenzijde
De interbellumarchitectuur vertoont (een mengeling van) de volgende kenmerken:
- Kleuren: de gevel bestaat vrijwel altijd uit donkere koude kleuren zoals bruin, geel en zwart kleurcontrast.
- Materialen: in de gevel wordt veel gebruikgemaakt van geglazuurde tegels en bakstenen.
- Lijnstructuur: toepassing van afwisselende bouwlagen, toepassing van portieken en balkons, afgeronde cilindrische partijen die de voorgevel markeren.
- Dakstructuren: ingewikkelde dakstructuren met verspringende platte daken, steile pannen en zadeldaken.
- Parementen: bruingele baksteen met dieperliggende lintvoegen, omlopende horizontale banden van zwart geglazuurde tegels. Ook zwarte dak-boord-lijsten zijn kenmerkend.
- Borstwering: het kleurrijke karakter van het gebouw wordt versterkt door oranje geverfde, gecementeerde borstwering en afgeronde stijlen.

## Kenmerken in het interieur
Het interieur van "de jaren 20 tot 40" is een stijl apart die gemoderniseerde patronen bevat. Ook wordt er hier gebruikgemaakt van glas-in-lood-ramen. Verder spelen hout en geglazuurde tegels ook een grote rol.

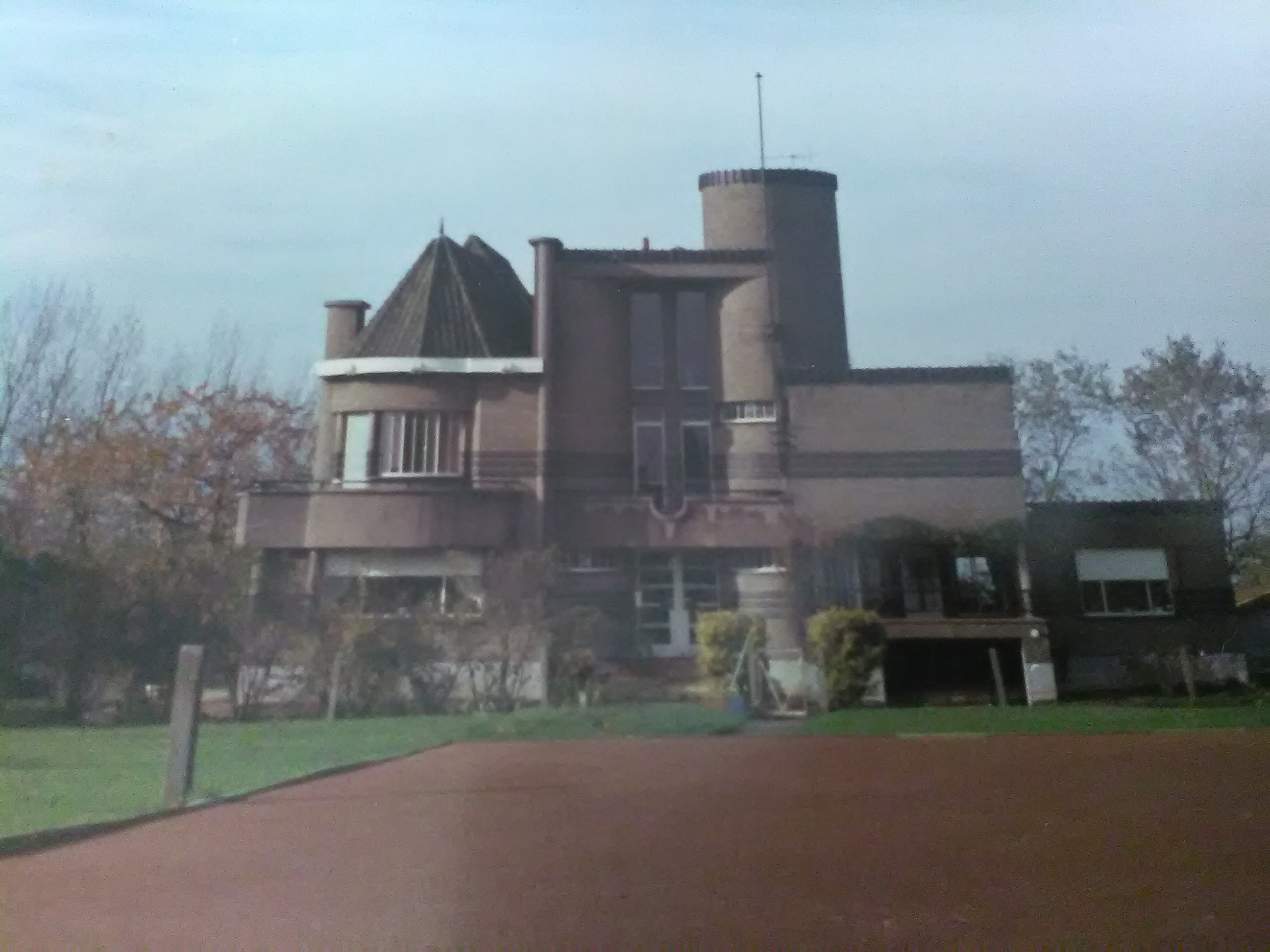
Huize Glibert naar ontwerp van architect B. De Beurme volgens onroerend erfgoed
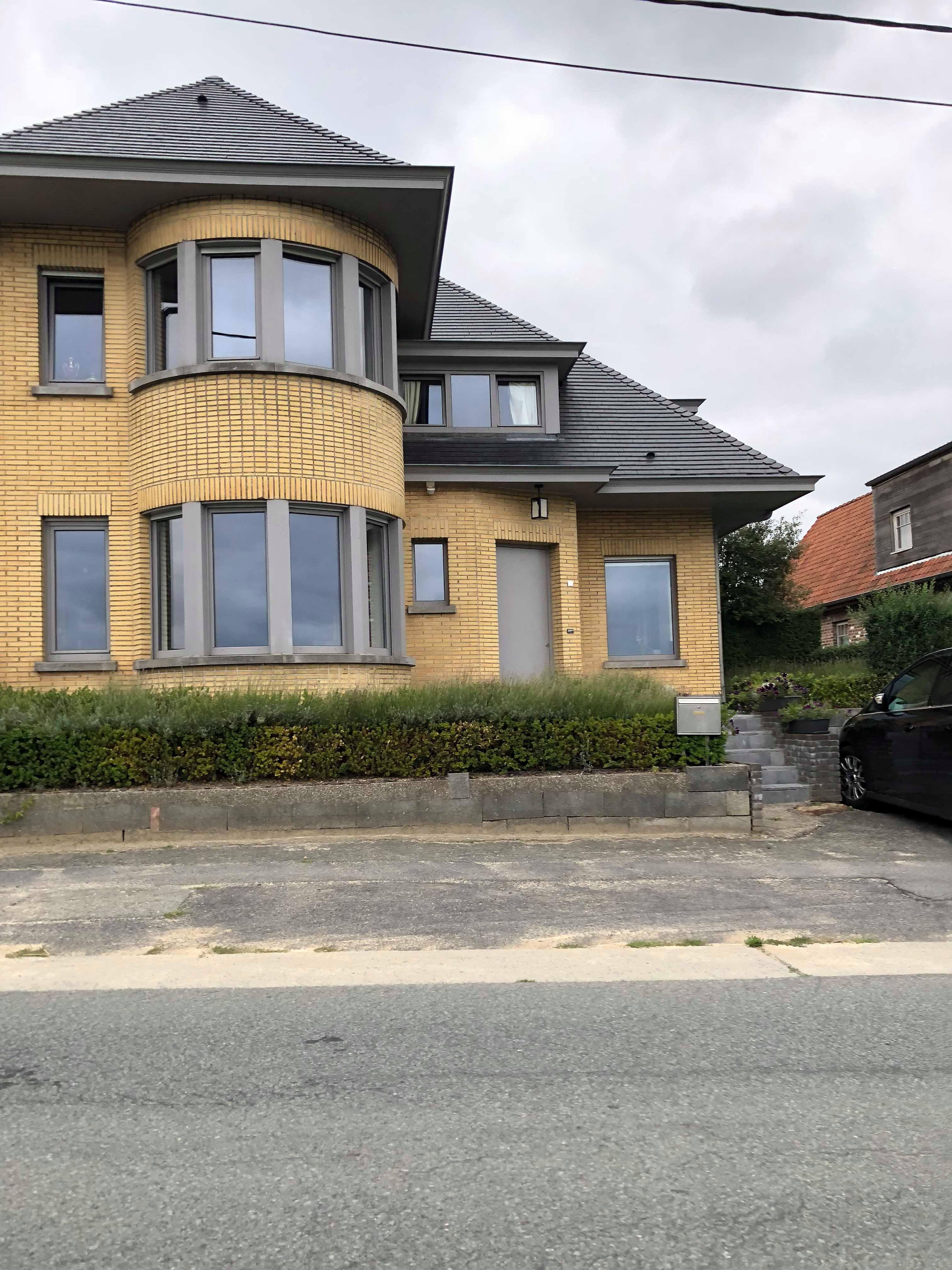
Patronen: In het interieur van interbellumarchitectuur zijn er diverse maar zeker vaste patronen waaronder de kenmerkende trapjes in meubelen. Ook zijn die patronen terug te vinden in behangpapier of glas-in-lood-ramen.
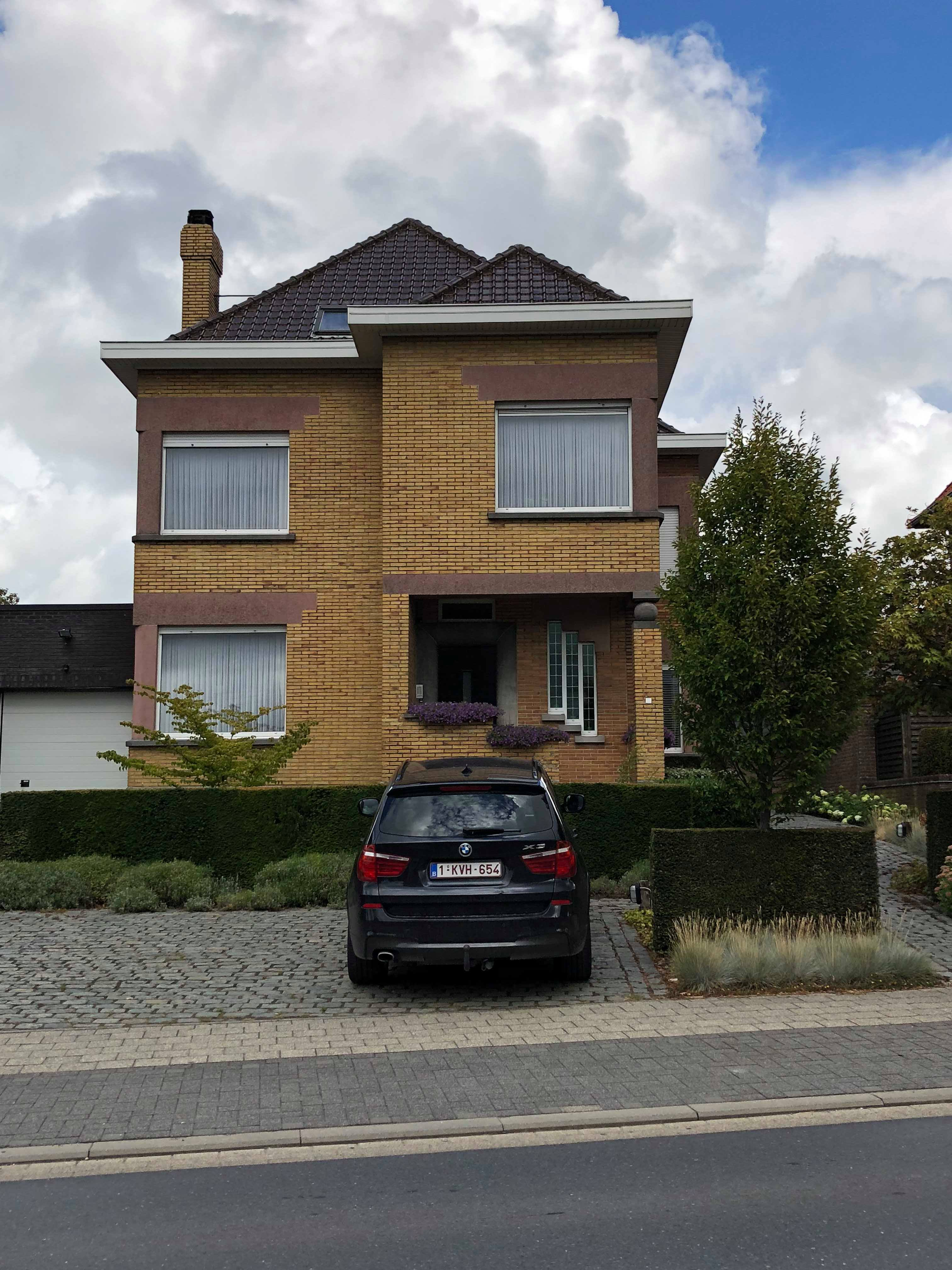
Villa in interbellumarchitectuur

- Kleuren: In tegenstelling tot de gevel die meestal donker is, wordt er in het interieur veel kleur gebruikt, vooral warme kleuren (rood,geel,goud,oranje). Deze worden meestal afgewisseld met zwart.
- materialen: Er wordt voornamelijk gebruik gemaakt van (basis)materialen als glas en hout, wat glas betreft wordt er veel gespeeld. Met vormen en kleuren voor hout blijft het eerder een gewone sierlijst tenzij het als parket dient; dan zal er gekozen worden voor een standaard parket of voor een visgraat parket.